# Through the Wilderness
Through the Wilderness: A Tribute to Madonna es un álbum tributo interpretado por una gran variedad de artistas y dedicado a la cantante estadounidense Madonna. Publicado el 27 de noviembre de 2007 por Manimal Vinyl, la idea de hacer este disco provino de una epifanía que Paul Beahan, director de dicha discográfica, había tenido tiempo antes. Para realizar el proyecto contactó a varios artistas como Giant Drag, Lavender Diamond, Winter Flowers y Chapin Sisters, entre muchos otros. Si bien admitió que no se consideraba admirador del trabajo de Madonna, Beahan admitió haber estado intrigado por saaber cómo sonarían sus canciones cuando fuesen interpretadas por otros músicos alternativos.
Aunque en general es de género psicodélico-folk, el álbum tributo no se adhiere a ningún sonido coherente en particular. Las versiones se compusieron de manera diferente de las originales de Madonna: cambiaron la melodía de las pistas y ajustaron las letras para que tuviesen otra interpretación del significado real. En términos generales, obtuvo reseñas variadas de los críticos y periodistas musicales, aunque en su mayoría de carácter positivo. Entre los comentarios hubo quienes elogiaron algunas versiones pero criticaron otras.

## Antecedentes y desarrollo
| Nunca he sido fanático de Madonna, y ahora realmente me gusta este tipo de cosas del freak folk indie. Siento que esa es la primera escena colectiva musical donde todos parecen estar involucrados entre sí. [...] [El álbum] es la primera escena musical de los cuatro o cinco buenos en los que he estado involucrado y realmente me siento así, y he estado haciendo esto durante quince años al menos. Este colectivo en particular, ya sabes, Winter Flowers, Devendra Banhart, Hecuba, [...] sentí de una manera extraña que Madonna realmente se llevaría bien con estas personas, especialmente con Devendra Banhart. —Paul Beahan, director de Manimal Vinyl. |

En febrero de 2007, la compañía discográfica Manimal Vinyl anunció que publicaría un álbum recopilatorio con versiones de la artista estadounidense Madonna. Los primeros artistas contactados para formar parte del proyecto fueron Devendra Banhart, Giant Drag, Chapin Sisters, Lavender Diamond y VietNam, entre otros. Paul Beahan, director de la compañía, confirmó que el 25 % de las ganancias obtenidas con las ventas del álbum serían donadas a Raising Malawi, fundación de Madonna que apoya a los niños de ese país que han quedado huérfanos debido a la epidemia del VIH/sida.
Durante un largo tiempo, Beahan había pensado publicar un álbum tributo bajo su compañía, después de la muerte de los músicos Arthur Lee y Syd Barrett en 2006, pero cambió de opinión y en su lugar eligió a Madonna, pues consideraba que sus canciones podrían grabarse con un sonido más serio sin que pareciera un álbum novedad o de parodia. La idea de Through the Wilderness provino de una epifanía que Beahan tuvo sobre la cantante. Aunque admitió que no se consideraba admirador de su trabajo, sí estaba intrigado por saber cómo sonarían sus canciones cuando fuesen interpretadas por músicos alternativos. Afirmó que había recibido tantas llamadas que debió rechazar a algunos intérpretes que querían formar parte del proyecto. En una entrevista con la revista Spin, declaró: «El homenaje a Madonna vino a mí en un sueño el otoño pasado, e inmediatamente comencé a llamar o a mandar correos electrónicos a Winter Flowers, Chapin Sisters y Banhart solicitándoles que grabaran una canción».
En total el álbum incluye quince versiones de las canciones de Madonna. Las interpretaciones de Banhart y VietNam no figuraron en la lista, y aunque se confirmó la participación de otros artistas como Cat Power, Thurston Moore, Bat for Lashes con Moon and Moon (cuya versión iba a ser «Justify My Love»), Little Death («Like a Virgin»), Women and Children («Burning Up») y The Pangaeans («Secret»), tampoco se incluyeron en el material. Sumado a ello, en mayo de 2007 se había anunciado que el disco contendría un megamix especial producido por Doctor Awesome, más conocido como Gabe Serbian de la banda The Locust. El título es una referencia al primer verso del tema «Like a Virgin» (1984), I made it through the wilderness («Sobreviví a la jungla»). Beahan había pedido a todas las bandas que escogieran sus propias canciones, aunque en el caso de Chapin Sisters le sugirió que grabase «Borderline» en lugar de «Like a Virgin». Ariel Pink también había elegido esa canción en un principio pero luego la cambió por «Everybody» (1982), Becky Stark de Lavender Diamond quería cantar «Like a Prayer» y Lion of Panjshir le había enviado una maqueta de «Crazy for You» por correo electrónico. La banda de indie rock Giant Drag confirmó en su sitio web oficial que estaban grabando «Oh Father», y los músicos de rock The Prayers interpretaron una versión de «Cherish».

## Composición
De género psicodélico-folk, las canciones del álbum tributo abarcan toda la carrera de Madonna, desde «Lucky Star» y «Borderline» (1984) hasta «Beautiful Stranger» (1999) y «Hung Up» (2005). Para realizar las versiones los grupos cambiaron las melodías originales de la cantante y ajustaron las letras para que tuviesen otra interpretación del significado real. Según Stephen M. Deusner de Pitchfork Media, el álbum no tiene un sonido particular o coherente ni tampoco «se estanca en proselitismo musical o cambio de peso cultural». Como ejemplo, el periodista citó las versiones de «Into the Groove» y «Everybody», interpretadas por Jeremy Jay y Ariel Pink, respectivamente, y puso énfasis en sus estilos post-punk, pero siendo lo suficientemente diferentes de las versiones de Madonna. La primera añade sintetizadores y versos recitados en ecos, mientras que la segunda cuenta con coros de Julia Holter e instrumentos como el teclado y la batería.
El álbum abre con la versión en piano de «La isla bonita», de Jonathan Wilson, cuyo estribillo consiste en una guitarra eléctrica de los años 1970 contra una reverberación. «Borderline» incluye armonías vocales de Chapin Sisters con percusión y banyo; «Like a Prayer» de Lavender Diamond es más simple e íntima, pero la voz y los instrumentos tienen igual importancia; «Oh Father» de Giant Drag se apega a la composición original pero aquí se añade el piano, el bajo y campanas chinas; el estilo de «Dress You Up», interpretado por Apollo Heights, es similar al trabajo de David Bowie y la música psicodélica de «Material Girl» de Mountain Party —seudónimo de la compositora argentina Érica García— le da un significado renovado.
Alexandra Hope compuso una grabación de freak folk de «Lucy Star» y, para «Beautiful Stranger», Golden Animals omitió el estribillo y creó una versión swamp blues con influencias de guitarra comparada a la música de Creedence Clearwater Revival. Lion of Panjshir incluyó una variedad de instrumentos en «Crazy for You» como el sitar, el tabla y la guitarra acústica, mientras que Ariana Delawari en la voz principal otorgó una interpretación «atrevida y susurrante». Winter Flowers produjo una versión de «Live to Tell» similar a la obra de Crosby, Stills, Nash & Young, «con el ambiente de un ocaso en el desierto con improvisaciones de guitarra, solos épicos y armonías maravillosas cantadas por Astrid Quay y Gavin Toler».

## Publicación y promoción
Titulado Through the Wilderness, fue el tercer proyecto que el sello publicó. En un principio iba a salir el 4 de septiembre de 2007, pero la fecha se retrasó hasta el 27 de noviembre de ese año, aunque para finales de octubre podían escucharse las versiones de «Oh Father», «Like a Prayer», «Everybody» y «Hung Up». La portada, obra de Astrid Quay, muestra a una Madonna negra con su bebé en brazos; para el diario argentino La Nación, era una «clara alusión» a David Banda, el hijo que la cantante había adoptado en Malaui anteriormente. Se puso a la venta en CD y en descarga digital en la tienda iTunes, donde se incluyó como pistas adicionales «Holiday» (1983) e «Impressive Instant» (2001), interpretadas por las bandas Siddhartha y The Pangaeans, respectivamente. En Reino Unido la fecha de lanzamiento fue el 14 de enero de 2008 en los mismos formatos, y dos semanas después salió en Estados Unidos una edición limitada en LP con la lista de canciones y la portada apenas modificadas. Se organizaron fiestas especiales por el lanzamiento en Los Ángeles y Nueva York, con la presencia de los artistas que grabaron las canciones. Además, Beahan realizó una campaña publicitaria en Nueva York y treinta y seis estaciones de radio universitarias del país habían promocionado el material, entre ellas KXLU de Los Ángeles, WNYU-FM de Nueva York y KEXP de Seattle. El presentador Brendan Jones, de la estación KDLD, reprodujo las versiones de «Beautiful Stranger» de Golden Animals y «Live to Tell» de Winter Flowers.

## Recepción crítica
En términos generales, el disco obtuvo comentarios variados de los críticos y periodistas musicales, aunque en su mayoría fueron de carácter positivo. Por ejemplo, Deusner de Pitchfork Media, que le otorgó siete puntos de diez, elogió las versiones «reinventadas» libremente y señaló que Madonna era una «candidata ideal para el álbum tributo, ya que ha inspirado a varios en el pasado pero ninguno [ha sido] tan enérgico o tan divertido como Through the Wilderness». Sin embargo, aseguró que algunas canciones tenían poca inspiración, como la versión de «Oh Father» de Drag y «Who's That Girl» de Bubonic Plague. De manera similar, Brock Thiessen de Exclaim! observó que «Oh Father» y «Cherish» eran los momentos más bajos del material, aunque distinguió el uso de los instrumentos musicales y concluyó que era una «escucha divertida», seas o no admirador de la cantante. Jon Caramanica de Spin afirmó que captura el «lado vivaz» de Madonna, pero a la vez recuerda que también «estaba desesperada». En particular, elogió «Crazy for You» y escribió que los últimos treinta segundos eran «escalofriantes» y que la vocalista Ariana Delawari y su «tradicional coro afgano aceleran fervorosamente sin apenas esfuerzo, [algo] que Madonna nunca hizo ni podría hacer». Scott Lapatine de Stereogum incluyó a «La isla bonita», «Everybody», «Oh Father» y «Cherish» en la lista de las 20 mejores versiones indie rock de Madonna.
Bruce Scott de Prefix Magazine le concedió seis puntos de diez y opinó que era un testimonio de la idea de que Madonna tiende a inspirar a «personas de todos los sectores sociales, en este caso, artistas independientes». Asimismo, observó que era un buen álbum tributo, aunque por partes: si bien elogió las interpretaciones de «La isla bonita», «Into the Groove» y «Everybody», criticó las baladas al creer que disminuían la calidad del disco, como en el caso de «Borderline», «Live to Tell» —que según el autor no generaba el mismo «poder de la voz y el arreglo» de la original— y «Lucky Star». Concluyó: «Through the Wilderness recuerda que estas [pistas] pueden resistir un poco de reinvención, sin importar cuán mínimo o lo-fi sean los arreglos, porque las canciones en sí son fuertes. Pero supongo que eso es algo que siempre hemos sabido». Chris Morgan de Treble señaló la falta de coherencia pero aprobó la atención que se le dio al «hook y a la vitalidad» de los primeros temas de Madonna. Destacó a «Oh Father» y «Like a Prayer» y las calificó como «las más relevantes», pero remarcó que «ya sea porque el sonido [del disco] no es el adecuado para versionar a un artista [como Madonna] o porque dejaron que su imaginación se volviera un poco demasiado salvaje por el bien del arte de la reinterpretación, la creatividad es vulnerable a convertirse rápidamente en un truco». Beahan confirmó en una entrevista que Madonna había aprobado el álbum, aunque admitió haber escuchado originalmente que «lo odiaba».

## Lista de canciones
| Through the Wilderness |                            |                                                    |                  |          |  |
| N.º                    | Título                     | Escritor(es)                                       | Intérprete(s)    | Duración |  |
| 1.                     | «La isla bonita»           | Madonna Patrick Leonard Bruce Gaitsch              | Jonathan Wilson  | 4:41     |  |
| 2.                     | «Into the Groove»          | Madonna Stephen Bray                               | Jeremy Jay       | 3:42     |  |
| 3.                     | «Beautiful Stranger Blues» | Madonna William Orbit                              | Golden Animals   | 2:48     |  |
| 4.                     | «Live to Tell»             | Madonna Leonard                                    | Winter Flowers   | 6:16     |  |
| 5.                     | «Material Girl»            | Peter Brown Robert Rans                            | Mountain Party   | 3:39     |  |
| 6.                     | «Everybody»                | Madonna                                            | Ariel Pink       | 2:49     |  |
| 7.                     | «Oh Father»                | Madonna Leonard                                    | Giant Drag       | 5:03     |  |
| 8.                     | «Hung Up»                  | Madonna Stuart Price Benny Andersson Björn Ulvaeus | The Tyde         | 3:49     |  |
| 9.                     | «Lucky Star»               | Madonna                                            | Alexandra Hope   | 3:16     |  |
| 10.                    | «Borderline»               | Reggie Lucas                                       | Chapin Sisters   | 3:48     |  |
| 11.                    | «Who's That Girl»          | Madonna Leonard                                    | Bubonic Plague   | 3:42     |  |
| 12.                    | «Dress You Up»             | Andrea LaRusso Peggy Stanziale                     | Apollo Heights   | 3:30     |  |
| 13.                    | «Cherish»                  | Madonna Leonard                                    | The Prayers      | 3:12     |  |
| 14.                    | «Crazy for You»            | John Bettis Jon Lind                               | Lion of Panjshir | 4:01     |  |
| 15.                    | «Like a Prayer»            | Madonna Leonard                                    | Lavender Diamond | 4:53     |  |
| 59:09                  |                            |                                                    |                  |          |  |

## Créditos y personal
Créditos adaptados de Allmusic.
- Apollo Heights: intérprete, producción
- Linda Beecroft: voz, batería
- Peter Brown: composición
- Bubonic Plague: intérprete, producción
- Justin Burrill: ingeniería
- Chapin Sisters: intérprete, producción
- Abigail Chapin: voz, coros, guitarra, teclado
- Lily Chapin: voz, banyo, teclado
- Daniel Chavis: voz, guitarra
- Jessica Craven: voz
- Ariana Delawari: voz, guitarra
- Érica García: instrumentación, producción
- Micah Gaugh: bajo, teclado
- Giant Drag: intérprete
- Golden Animals: intérprete
- Steve Gregoropoulos: guitarra, piano
- Max Guirand: slide, ingeniería, producción
- Annie Hardy: voz
- Tim Hogan: bajo
- Julia Holter: coros
- Alexandra Hope: intérprete
- Dan Horne: pandereta, ingeniería, mezcla
- Jeremy Jay: intérprete, producción, arreglos
- Tom Carney Myung Hi Kim: producción, ingeniería
- Ben Knight: guitarra, guitarra eléctrica
- Lavender Diamond: intérprete
- Lion of Panjshir: intérprete
- Madonna: composición
- Max Guirand: producción, ingeniería
- Andrew Miller: voz, guitarra
- Ethan Miller: producción
- Thom Monahan: beat box, caja de ritmos, producción, ingeniería
- Mountain Party: intérprete
- Michael Mussmano: producción
- Ofer Tiberin: producción
- Ariel Pink: intérprete, coros, producción, arreglos
- Heather Porcaro: coros
- The Prayers: intérprete, producción
- Astrid Quay: voz, portada
- Darren Rademaker: voz, guitarra acústica
- Ron Regé Jr.: batería
- Charles Rowell: bajo
- Josh Schwartz: guitarra acústica, guitarra eléctrica
- Aaron Sperske: batería
- Becky Stark: voz, ingeniería
- Chad Stewart: batería
- Tom Kim: producción, ingeniería
- The Tyde: intérprete
- Julian Wass: producción, ingeniería
- Jonathan Wilson: intérprete, producción, arreglos
- Winter Flowers: intérprete, producción
- Kenny Woods: ingeniería
- Gideon Zaretsky: producción